# Выборы в Учредительную скупщину Королевства Сербов, Хорватов и Словенцев в 1920 году
Выборы в Учредительную скупщину Королевства Сербов, Хорватов и Словенцев в 1920 году - выборы депутатов Учредительной скупщины Королевства Сербов, Хорватов и Словенцев.
Выборы состоялись 28 ноября 1920 года. Стали первыми демократическими выборами в Королевстве СХС, в ходе которых политические партии боролись за мандаты в условиях тайного голосования. Вскоре после выборов партия, получившая третье место - Коммунистическая партия Югославии - была запрещена властями.

## Исторический фон
До выборов в 1920 году полномочия парламента осуществляло временное народное собрание, сформированное из назначенных делегатов, представлявших различные регионы страны. Вплоть до принятия Видовданской конституции на территории страны действовали шесть различных правовых систем: сербская, черногорская, турецкая, австрийская, венгерская и система законодательства, действовавшая на территории Боснии и Герцеговины. Правительство действовало на основе положений конституции Королевства Сербия и временных законов.
Всеобщее избирательное право действовало на территории Королевства Сербия и было распространено на территорию Югославии в целом в соответствии с декларацией Корфу, определившей основополагающие принципы существования югославского государства. 
Избирательным правом обладали мужчины старше 21 года, являвшиеся гражданами Королевства. Действовал ценз оседлости: избиратель должен был проживать на территории округа, где проводились выборы, не менее 6 месяцев на момент голосования. Активным избирательным правом не обладали офицеры, унтер-офицеры и солдаты срочной службы. Ограничивалось пассивное избирательное право для чиновников государственной службы и полицейских. 
Из-за высокого процента неграмотных голосование проводилось путём подачи бюллетеней. 
| Провинция            | Мест во временном национальном собрании | Мест в Учредительной скупщине |
| -------------------- | --------------------------------------- | ----------------------------- |
| Босния и Герцеговина | 42                                      | 63                            |
| Хорватия-Славония    | 62                                      | 93                            |
| Далмация             | 12                                      | 11                            |
| Истрия               | 4                                       | -                             |
| Черногория           | 12                                      | 10                            |
| Северная Сербия      | 84                                      | 103                           |
| Южная Сербия         | 24                                      | 55                            |
| Словения             | 32                                      | 40                            |
| Воеводина            | 24                                      | 44                            |
| Всего                | 296                                     | 419                           |

## Избирательные округа
Избирательные округа соответствовали сетке административно-территориального деления, установленной в 1918 году. Всего округов было 56.
| Провинция            | Количество избирательных округов | Округа |
| -------------------- | -------------------------------- | --- |
| Босния и Герцеговина | 6                                | Баня-Лука, Бихач, Мостар, Сараево, Травник, Тузла |
| Хорватия-Славония    | 9                                | Беловар-Крижевци, Лика-Крбава, ЛикаМодруш-Риека, Пожега, Сырмия, Вараждин (с Междимурьем), Выровица, Загреб, Город Загреб                                   |
| Далмация             | 2                                | Дубровник-Котор-Сплит, Шибеник-Задар |
| Черногория           | 1                                | Черногория (единственный округ) |
| Северная Сербия      | 18                               | Белград, Город Белград, Чачак, Крагуевац, Крайна, Крушевац, Морава, Ниш, Пирот, Подринье, Пожаревац, Рудник, Смедерево, Тимок, Толица, Ужице, Валево, Вране |
| Южная Сербия         | 12                               | Беране-Бело Поле-Плевля-Преполье, Битола, Брегальница, Косово, Куманово, Метохия, Охрид, Призрен, Рашка-Звечан, Скопье, Тетово, Тиквеш                      |
| Словения             | 3                                | Целе-Марибор, Любляна-Нове Место, Город Любляна |
| Воеводина            | 5                                | Велики Бечкерек-Велика Кикинда, Нови Сад, Панчево-Белая Церковь, Сомбор, Суботица                                                                           |
| Всего                | 56                               | |

## Результаты выборов

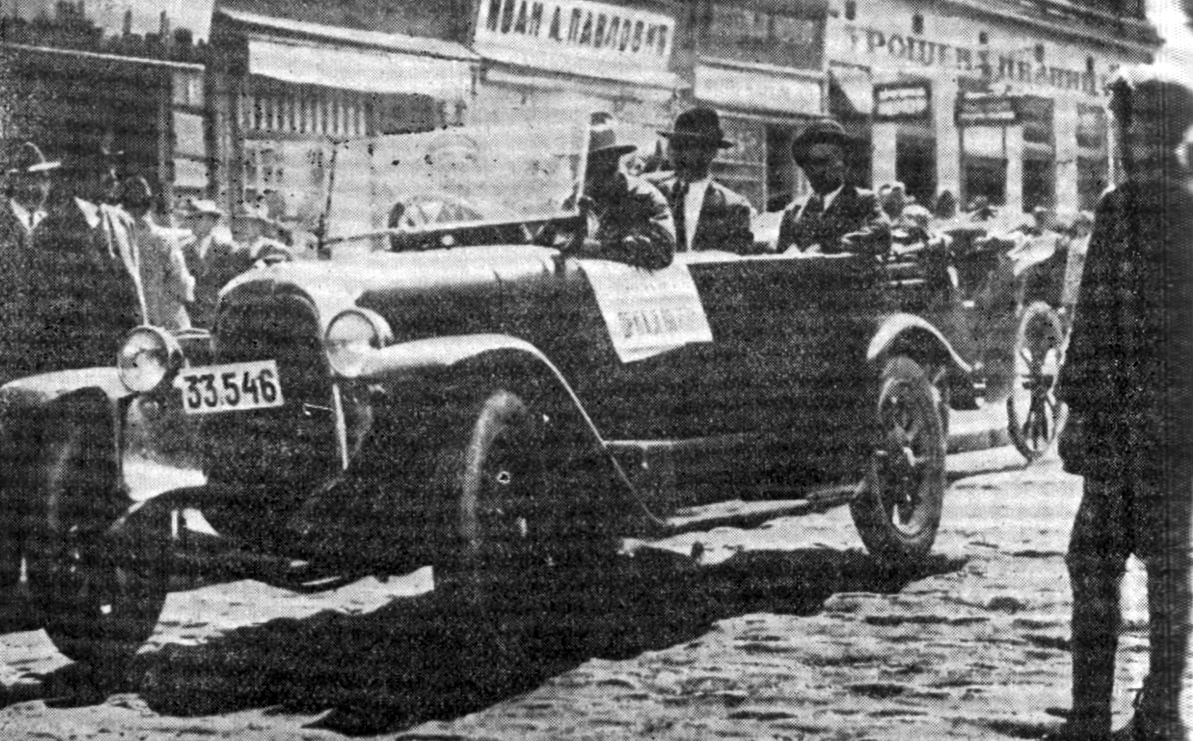
Избирательная кампания Коммунистической партии Югославии в 1920 году

В выборах приняли участие 22 партийных списка и 1 независимый список. К распределению депутатских мандатов были допущены 17 партий, входящих в состав 15 списков, за которые было подано совокупно 99,3% голосов. В выборах приняли участие 1 607 265 избирателей, что составляет 64,79% от всех зарегистрированных для голосования избирателей. 
Были избраны 415 из 419 депутатов; в Истрии выборы не проводились, так как провинция находилась под итальянской оккупацией и 4 мандата остались вакантными.
| место | Партия                                                              | Подано голосов | Результат, % | Получено мандатов |
| ----- | ------------------------------------------------------------------- | -------------- | ------------ | ----------------- |
| 1     | Югославская демократическая партия (Любомир Давидович)              | 319 448        | 19,9         | 92                |
| 2     | Народно-радикальная партия (Никола Пашич)                           | 284 575        | 17,7         | 91                |
| 3     | Хорватская народная крестьянская партия (Степан Радич)              | 230 590        | 14,3         | 50                |
| 4     | Коммунистическая партия Югославии (Филип Филипович)                 | 198 736        | 12,4         | 58                |
| 5     | Аграрный альянс и Независимая крестьянская партия (Йован Йованович) | 151 603        | 9,4          | 39                |
| 6     | Югославская мусульманская лига (Мехмед Спахо)                       | 110 895        | 6,9          | 24                |
| 7     | Словенская народная партия (Антон Корошец)                          | 58 971         | 3,7          | 14                |
| 8     | Хорватская народная партия и Буневацко-Шокская партия               | 52 333         | 3,3          | 13                |
| 9     | Югославская социал-демократическая партия                           | 46 972         | 2,9          | 10                |
| 10    | Народная турецко-шиптарская партия "Джемийет" (Джамаат)             | 30 039         | 1,9          | 8                 |
| 11    | Хорватская фермерская партия - Национальный клуб                    | 38 400         | 2,4          | 7                 |
| 12    | Хорватская община                                                   | 25 867         | 1.6          | 4                 |
| 13    | Республиканская демократическая партия (Любомир Стоянович)          | 18 136         | 1,1          | 3                 |
| 14    | Хорватская партия права (Владимир Пребег)                           | 10 880         | 0,7          | 2                 |
| 15    | Анте Трамбич                                                        | 6 581          | 0,4          | 1                 |
| 16    | Народная социалистическая партия                                    | 6 186          | 0,4          | 2                 |
| 17    | Либеральная партия                                                  | 5 061          | 0,3          | 1                 |
|       | другие списки                                                       | 12 118         | 0,7          | 0                 |
| Всего |                                                                     | 1 607 265      | 100          | 419               |
|       | Зарегистрированные избиратели/явка                                  | 2 480 623      | 64,9         |                   |

Результаты выборов по отдельным избирательным спискам, кандидаты которых вошли в Национальное Собрание:
- Из 39 мест, полученных блоком "Аграрный альянс-Независимая аграрная партия" 30 мест получил Аграрный альянс, 9 - аграрная партия.
- Из 13 мест, полученных блоком "Буневацко-Шокская партия-Хорватская народная партия первая получила четыре места, вторая - 9.
| Партия                                                              | Босния и Герцеговина | Хорватия-Славония | Северная Сербия | Южная Сербия | Воеводина | Далмация | Словения | Черногория |
| ------------------------------------------------------------------- | -------------------- | ----------------- | --------------- | ------------ | --------- | -------- | -------- | ---------- |
| Югославская демократическая партия (Любомир Давидович)              | 2                    | 19                | 32              | 24           | 10        | 1        | 3        | 3          |
| Народно-радикальная партия (Никола Пашич)                           | 11                   | 9                 | 41              | 5            | 21        | 1        |          | 1          |
| Хорватская народная крестьянская партия (Степан Радич)              | 3                    | 50                |                 |              |           | 3        |          |            |
| Коммунистическая партия Югославии (Филип Филипович)                 | 4                    | 7                 | 14              | 16           | 5         | 1        | 5        | 4          |
| Аграрный альянс и Независимая крестьянская партия (Йован Йованович) | 12                   |                   | 14              |              |           | 3        | 9        |            |
| Югославская мусульманская лига (Мехмед Спахо)                       | 24                   |                   |                 |              |           |          |          |            |
| Словенская народная партия (Антон Корошец)                          |                      |                   |                 |              |           |          | 15       |            |
| Хорватская народная партия и Буневацко-Шокская партия               | 7                    | 3                 |                 |              | 4         |          |          |            |
| Югославская социал-демократическая партия                           |                      |                   |                 |              | 3         |          | 7        |            |
| Народная турецко-шиптарская партия "Джемийет" (Джамаат)             |                      |                   |                 | 8            |           |          |          |            |
| Хорватская община                                                   |                      | 3                 |                 |              |           | 1        |          |            |
| Республиканская демократическая партия (Любомир Стоянович)          |                      |                   | 1               |              |           |          |          | 2          |
| Хорватская партия права (Владимир Пребег)                           |                      | 2                 |                 |              |           |          |          |            |
| Анте Трамбич                                                        |                      |                   |                 |              |           | 1        |          |            |
| Народная социалистическая партия                                    |                      |                   |                 |              |           |          | 2        |            |
| Либеральная партия                                                  |                      |                   | 1               |              |           |          |          |            |
| Всего                                                               | 63                   | 93                | 103             | 55           | 44        | 11       | 41       | 10         |